# User Friendly
User Friendly er en daglig online-tegneserie, der løbende bliver udgivet på bogform. Forfatteren, J. D. Frazer, skriver under pseudonymet Illiad. Den første stribe blev udgivet 17. november 1997 og der udgives
Historierne udspiller sig hos en lille internetudbyder, Colombia Internet, der har en broget flok af medarbejdere. Nogle af de gennemgående temaer er kundesupport, teknikere og marketingfolk, der ikke forstår hinanden og den evige diskussion om, hvilket styresystem, der er bedst. Nogle historier fortælles i en enkelt stribe, men med tiden er der kommet flere og flere lange historier. Søndagsstriberne bryder normalt den igangværende historie og fokuserer på et aktuelt emne.

## Persongalleriet
Der er med tiden kommet mange figurer med i serien, men nogle af de gennemgående er:
- Greg – Den utrættelige kundesupportmedarbejder
- Mike og Pitr – Systemadministratorer og ansvarlige for netværket
- Miranda – Systemadministrator og teknikernes leder
- A.J. – Den kreative webdesigner
- Stef – Marketingmedarbejderen
- Chief – Chefen
- Dust Puppy – Et nuttet væsen, der blev undfanget i en lun server.

## Relaterede tiltag
I forbindelse med onlineudgaven af User Friendly er der et diskussionsforum, hvor tegneserien og allehånde andre emner diskuteres. I tidens løb er der lavet tegnefilm online om figurerne i serien og der er offentliggjort interviews med fremtrædende figurer.